# Rico Anthes Quartermile

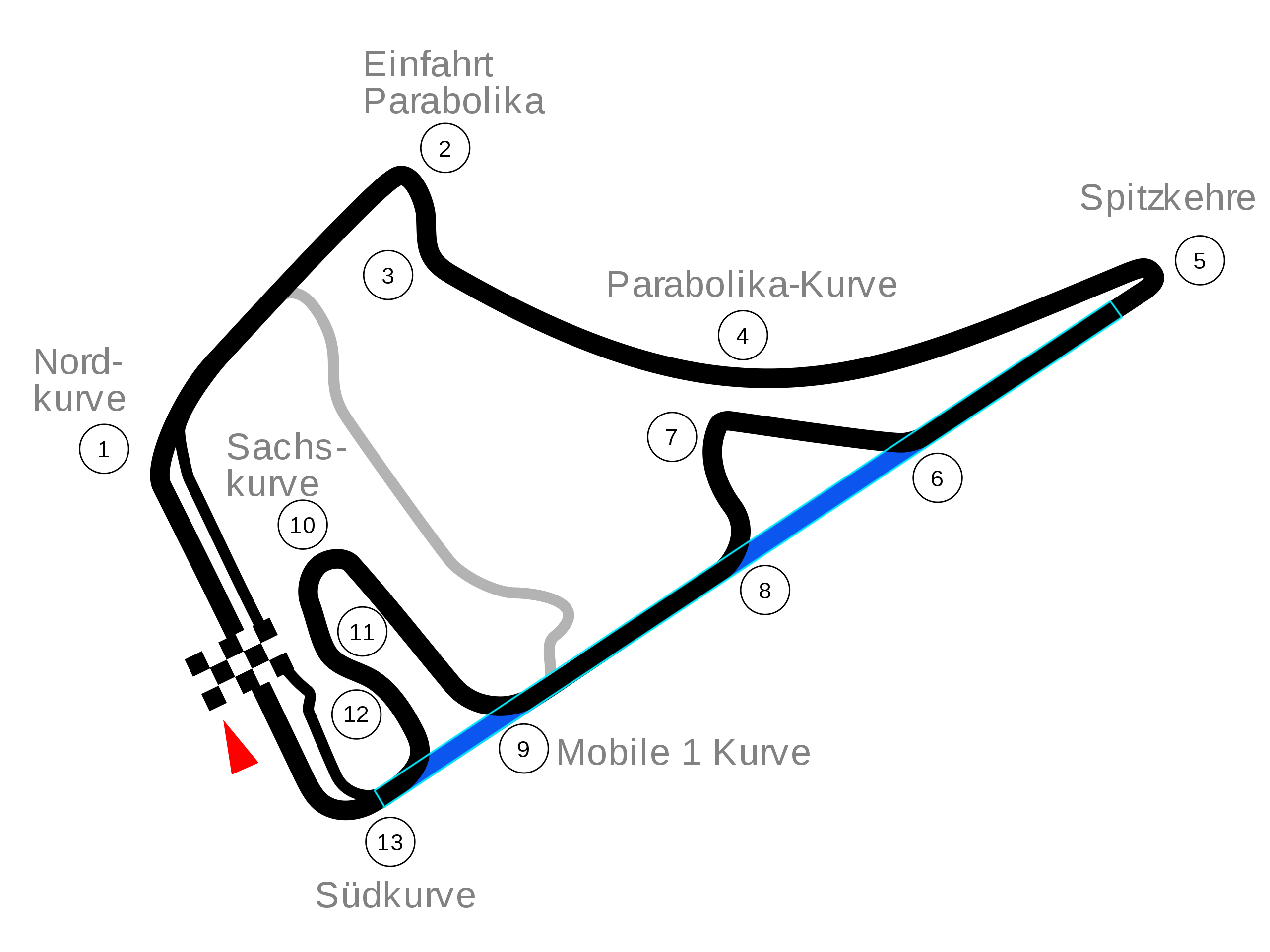
Lage der Dragsterstrecke (türkis) auf dem Rundkurs (schwarz) mit den speziell gebauten Verbindungsstücken (blau)

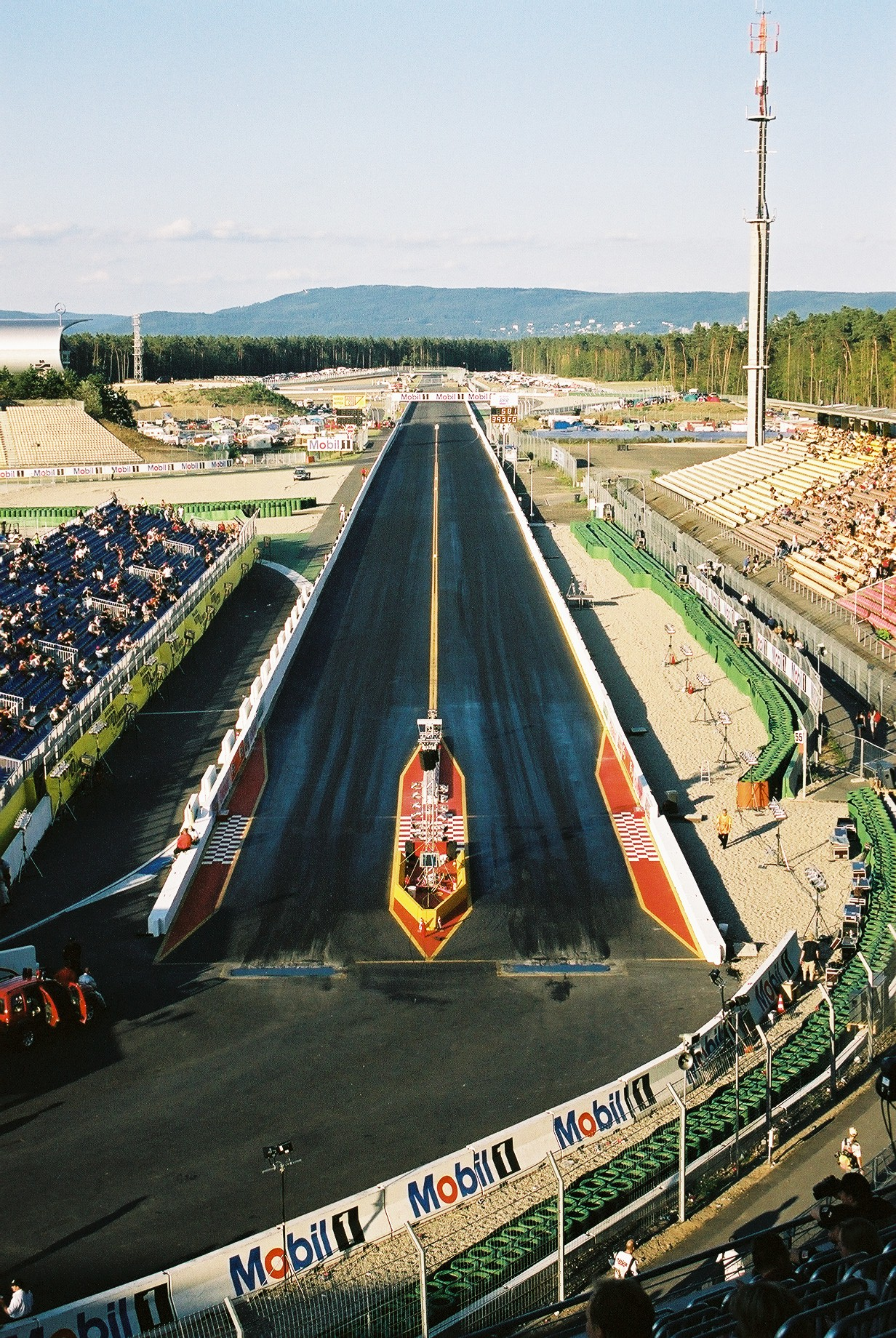
Rico Anthes Quartermile

Die Rico Anthes Quartermile ist ein Streckenabschnitt des Hockenheimrings Baden-Württemberg, der speziell für die Austragung von Beschleunigungsrennen („Drag Racing“) genutzt wird. Hier finden alljährlich im Rahmen der NitrOlympX Läufe zur European Drag Racing Championship von FIA (Automobile) und FIM (Motorräder) statt.
Die Rico Anthes Quartermile nutzt in weiten Teilen Segmente der normalen Streckenführung des Rundkurses, die durch Extra-Abschnitte miteinander verbunden sind (siehe Planskizze).

## Geschichte
Drag Racing findet auf dem Hockenheimring seit 1986 statt. Die ersten drei Jahre wurde über die verkürzte Distanz von einer Achtelmeile auf der Start-Ziel-Geraden entgegen der sonst üblichen Fahrtrichtung gefahren. Ab 1989 wurde die Streckenführung (wieder entgegen der sonst üblichen Fahrtrichtung) geändert: aus dem Motodrom heraus in die damals noch vorhandene Waldgerade Richtung Ostkurve. Das ermöglichte erstmals Rennen über die „klassische Distanz“ von einer Viertelmeile (402,34 m).
Beim großen Umbau des Hockenheimrings im Jahr 2002 wurde die Strecke etwas weiter zurückverlegt, um die neue Südtribüne auch für die Zuschauer der Dragster-Veranstaltungen nutzen zu können.

## Name
2008 wurde die bis dahin offiziell namenlose Strecke (in der Szene meist nur Hockenheim genannt) im Rahmen des Veranstalterwechsels nach dem bisherigen, langjährigen Veranstalter und Top-Fuel-Europameister von 1997 in „Rico Anthes Quartermile“ umbenannt.

## Besonderheiten
Da große Teile der Strecke den Asphalt des Rundkurses einbeziehen und die dort durch Reifenabrieb und Präparation entstandene, traktionsfördernde „Patina“  für Rundstreckenfahrzeuge (z. B. Formel 1 oder DTM) eher hinderlich, beziehungsweise (bei Nässe) sogar gefährlich ist, kann diese Schicht nicht dauerhaft auf der Strecke verbleiben und muss in diesen Bereichen entfernt werden. Deswegen wird die Strecke vor der Veranstaltung aufwendig präpariert, um einen über die ganze Distanz gleichmäßigen Grip zu gewährleisten.
Im Gegensatz zu anderen vergleichbaren Strecken (wie z. B. Santa Pod / GBR, Tierp / SWE oder zahlreiche Dragstrips in den USA), die als reine Dragsterstrecken angelegt sind, hat die Rico Anthes Quartermile, bedingt durch die Streckenführung des Rundkurses, eine sehr lange Rückführungsstrecke (Return-Lane).
Vor dem Umbau des Hockenheimrings hatte die Dragsterstrecke durch die extrem lange Waldgerade des alten Hochgeschwindigkeitskurses eine der längsten Auslaufzonen der Welt.

## Resultate (Zeiten und Geschwindigkeiten)
Einige, auf der Rico Anthes Quartermile erzielte, Resultate:
| Klasse                                | Zeit                                     | Geschwindigkeit                                 |
| ------------------------------------- | ---------------------------------------- | ----------------------------------------------- |
| Top Fuel Dragster (1.000 Fuß Distanz) | 3:879 s (Anita Mäkelä / FIN / 2019)      | 507,38 km/h (Anita Mäkelä / FIN / 2019)         |
| Top Fuel Bike                         | 5:817 s (Rikard Gustafsson / SWE / 2024) | 405,64 km/h (Rikard Gustafsson / SWE / 2024)    |
| Pro Modified Car                      | 5:792 s (David Vegter / NED / 2024)      | 410,39 km/h (Andreas Arthursson / SWE / 2019)   |
| Super Street Bike                     | 6:711 s (Alan Morrison Jnr / GBR / 2023) | 363,13 km/h (Dániel Donát Lencsés / HUN / 2024) |